# 任我遨游
任我遨游（英文: The Champion）是由台湾的喬傑立娛樂与新加坡电视机构（今新传媒私人有限公司）於2004年製播以競技游泳為主題的20集時裝劇。

## 剧情简介
游泳队一盘散沙，队员们态度散漫，导致在一场游泳选拔赛败北而归。游泳队领导大发雷霆，决定大整顿，而第一步就是撤换教练。
新教练吴振康接管游泳队之后，发现游泳队纪律松散，于是定下严厉条规，让队员们苦不堪言，随之引起冲突，还一度闹出全体罢游的风波。吴振康不满队员郭靖雯经常迟到早退，擅自增加其排练的时间，两人冲突不断。

郭靖雯母亲早逝，父亲郭明财是一名送煤气的工人。妹妹郭靖芳患有小儿麻痹症，弟弟郭靖龙则是一名边缘少年。郭靖雯属于天才型泳手，却因为没办法将心思放在训练上而一直未能创造高峰。
一次意外让郭靖雯治好了吴振康的儿子吴杰的惧水症，而让两人和解。郭靖雯也从而了解吴振康的背景，对他为了发展游泳事业所付出的努力而感动。郭靖雯也努力消除众队员对吴振康的成见，大家同心协力为夺标努力练习。

长时间的接触，让郭靖雯对吴振康日久生情，正当她要向吴振康告白之际，吴振康的前妻安妮却回到新加坡来了。吴振康似乎对前妻不能忘情，让郭靖雯陷入说或不说的两难情况…
游泳队里另一个让人头痛的人物是何亦萱。她参加游泳队只是为了挑战自己的极限，不喜欢背负夺标压力。在训练时，她会根据自己的意愿与能力争取成绩。她与教练吴振康的冲突在于她不愿加强练习。在感情方面，她不想接受陆凯威的追求。可是当陆凯威转而与郭靖雯交往时，她才发现自己最深爱的人就是陆凯威…
游泳队里有两个漂亮宝贝，一个是陆凯欣，另一个是何亦萱的妹妹何亦琳。陆凯欣和何亦琳是好朋友，但却在学业、体育、男朋友等方面展开竞争，是一对斗气冤家，两人后来还同时喜欢上水球队的主将谢家俊。

陆凯欣和何亦琳一起到工厂实习，分析与品尝各种新饮料产品。陆凯欣在吴振康的安排下也担任游泳队里的营养师。陆凯欣和谢家俊交往了，这引起了何亦琳的妒忌，多方破坏，还在游泳队里的营养品里下药，陆凯欣顿时遭到千夫所指，后来在吴振康的调查之下才真相大白。但是好友的出卖让她痛心。

另一方面，游泳队的队员渐渐接受了吴振康。可是，各个队员却都同时面临感情、友情的挫折，游泳队会再度面临严峻的考验…
吴振康与安妮以及郭靖雯的三角习题如何解决呢？他会选择和安妮重续前缘，还是选择陪他一路走来的郭靖雯？

陆凯欣是否能够在谢家俊以及众队员的鼓励下重新出发呢？何亦琳因为下药事件被逐出游泳队而变得自暴自弃。何亦萱深感对家人的不够关心，也让她体会到以前的她是多么的自私。何亦琳是否能够痛改前非，重新站起来？何亦萱跟陆凯威的感情历经重重波折，是否会开花结果？

这群有理想有抱负的女将们终于重新面对比赛，燃烧她们的青春，尽情游出属于她们的节奏；因为她们都知道，真正要挑战的不是别人，而是自己。

## 演員表

### 飛魚隊
| 演 員  | 角 色  | 備註                                                         |
| 顏行書 | 吳振康 | 飛魚隊教練 安妮之夫 吳傑之父 與郭靖雯有感情線                |
| 歐萱   | 郭靖雯 | 飛魚隊隊員 郭靖龍，郭靖芳之姐姐 與陸凱威和吳振康有感情線     |
| 謝宛諭 | 陸凱欣 | 飛魚隊隊員 陸凱威之妹妹 謝家俊之女友 何亦琳之好友兼情敵      |
| 趙虹喬 | 何亦琳 | 何亦萱之妹妹 陸凱欣之好友兼情敵 喜歡謝家俊，為得到他不擇手段 |
| 陳鳳玲 | 王瞳   | 飛魚隊隊員                                                   |
|        | Apple  | 飛魚隊隊員                                                   |
|        | Angel  | 飛魚隊隊員                                                   |

### 其他演員
| 演 員  | 角 色  | 備註                                                                            |
| 郭葦昀 | 謝家俊 | 水球隊隊員 陸凱欣之男友 被何亦琳喜歡                                            |
| 楊薏琳 | 安妮   | 吳振康之妻 吳傑之母 郭靖雯之情敵兼好友                                          |
| 戚玉武 | 陸凱威 | 陸凱欣之哥哥 何亦萱之前男友 與郭靖雯有感情線                                    |
| 劉芷絢 | 何亦萱 | 飛魚隊後期隊友 何亦琳之姐姐 陸凱威之前女友，要求復合但被拒絕 郭靖雯之隊友兼情敵 |
| 吳邦威 | 郭靖龍 | 郭靖雯之弟弟 郭靖芳之哥哥                                                       |
| 李鉆美 | Kit    | 海鷗隊隊員                                                                      |
| 鍾淑敏 | Karen  | 海鷗隊隊員                                                                      |

## 外部連結
- 官方網站

| 新加坡 新傳媒電視第8波道 （星期一到星期五 21:00到22:00）節目                                                 | 新加坡 新傳媒電視第8波道 （星期一到星期五 21:00到22:00）節目 | 新加坡 新傳媒電視第8波道 （星期一到星期五 21:00到22:00）節目 |
| --- | ------------------------------------------------------------ | ------------------------------------------------------------ |
| | 任我遨遊 （2004年10月20日-2004年11月16日）                   |                                                              |
| 遗情未了 （2004年9月22日-2004年10月19日）                                                                    | 野蛮亲家 （2004年11月17日-2004年12月14日）                   |                                                              |
| （星期二到星期六 00:00到01:00）節目（若当天《晚间新闻》因国会相关资讯而延长播报时间，则顺延至00:15 - 01:15） |                                                              |                                                              |
| 辣兄辣妹 （2021年1月7日-2021年2月3日）                                                                       | 任我遨遊（重播） （2021年2月4日-2021年3月5日）               | 豹子胆 （2021年3月6日-2021年4月2日）                         |